# Hirošima (hrad)
Hirošimský hrad (japonsky 広島城, Hirošima-džó) se nachází ve stejnojmenném městě Hirošima v Japonsku. Postaven byl kolem roku 1590, kdy sloužil jako sídlo místním daimjó, avšak po svržení atomové bomby, na konci druhé světové války, byla původní stavba zničena. Hrad byl opětovně postaven roku 1958 jako přesná replika původního hradu, která od té doby slouží jako muzeum hirošimské historie před druhou světovou válkou.
Původní konstrukce byla ze dřeva, zejména borovice, s připojeným východním a jižním křídlem. Stavba byla dokončena mezi léty 1592–1599, s pěti podlažími sahá do výšky 26,6 metrů, kamenné základy sahají do výše až 12,4 metrů.
Nachází se v centru města poblíž řeky Hongawa. Roku 1931 byl přidán na seznam Národního dědictví Japonského císařství.